# Prix Pozzale Luigi Russo
Le prix Pozzale Luigi Russo est un prix littéraire italien attribué à des œuvres de fiction, des essais et de la poésie publiés en Italie au cours de l'année en cours.

## Histoire
Le prix, institué en 1948 de par la volonté de quelques agriculteurs et ouvriers de la section du parti communiste italien de Pozzale (it), une fraction d'Empoli, est né de l'expérience acquise au cours de la Résistance et de l'espoir de la création d'une rencontre et d'une collaboration entre intellectuels et ouvriers.
Depuis la création, le jury est composé d'intellectuels et d'éminents écrivains comme Roman Bilenchi, Sibilla, Cesare Luporini, Silvio Guarnieri (it), Cesare Garboli, Ambrogio Donini (it), Augusto Livi, Leonidas Repaci, Adriano Seroni, Renata Viganò, Sergio Antonielli (it), Ernesto Ragionieri, Raffaello Ramat (it), Carlo Salinari, Elio Vittorini, Ernesto Balducci, Gian Carlo Ferretti (it), Franco Fortini, Giovanni Giudici, Walter Pedullà (it), Stefano Agosti (it), Nicola Badaloni (it), Achille Bonito Oliva, Carlo Ginzburg, Corrado Stajano (it) ou encore Adriano Prosperi (it).
Le premier président du prix a été Luigi Russo (it), suivi successivement de Lanfranco Caretti (it) et de Mario Soldati.
Le jury de 2018 était composé de Roberto Barzanti (it), Remo Bodei, Giuliano Campioni, Laura Desideri, Giuseppe Faso, Giacomo Magrini, Cristina Nesi, Alessandra Sarchi (it), Biancamaria Scarcia et Matteo Bensi (secrétaire).

## Lauréats

### Années 1948 à 1999
1948
- Marianello Marianelli, Prove di banda (premier prix)
- Paolo Soloni, Ritorno (deuxième prix)
- Nada Parri, Amarezza (troisième prix)

1949
- Leo Picone, Un sacco di spighe (premier prix)
- Attilia Bassini, La fine (deuxième prix)
- Luigi Compagnone, Conducenti di muli (troisième prix)

1950
- Leo Picone, La lunga strada del ritorno (premier prix pour une histoire)
- Alfredo Balducci, Gente sulla piazza (premier prix pour une pièce inédite)

1951
- Galileo Gagli, Marte debellato (premier prix ex aequo  pour une pièce inédite)
- Romano Pascutto, Restituiteci i nostri figli (premier prix ex aequo  pour une pièce inédite)
- Carlo Fondagni, La colata (premier prix pour une histoire)
- Angelo Renna, Il maresciallo va in campagna (deuxième prix  pour une histoire)

1952
- Bruno Cara, Vento sul litorale (premier prix)
- Franca Olivagnoli, Numero 54 (deuxième prix)
- Giulio Questi, Gildo (troisième prix)

1953
- Augusto Finocchi, Questione di ore (premier prix)
- Giacomo Fontana, Tre sere (deuxième prix ex aequo)
- Lia Sellerio, Addio Bovio (deuxième prix ex aequo)
- Ennio Elena, Una volta tante volte (deuxième prix ex aequo)

1954
- Sergio Brossi, La disdetta (premier prix)
- Mario Atzeni, La strada dell'uliveto (deuxième prix ex aequo)
- Guido Montanari, La lumachina (deuxième prix ex aequo)

1955
- Silvio Micheli, Lo zio cantoniere (premier prix)
- Giuseppe Brunamontini, I Cinquemila (deuxième prix ex aequo)[2]
- Giacomo Fontana, Il muro (deuxième prix ex aequo)

1956
- Giuseppe D'Agata, Il tesoro di Sant'Adamo (premier prix)
- Sergio Civinini, I funerali di Timo (deuxième prix)
- Carlo Carraio, La lettera di Matteo (troisième prix)

1957
- Valerio Bertini, Il bardotto Feltrinelli (lauréat)
- Giorgio Mori, La Valdelsa dal 1848 al 1900: sviluppo economico, movimenti sociali e lotta politica Feltrinelli (mention)

1958
- Franco Della Peruta, I Democratici e la rivoluzione italiana: dibattiti, ideali e contrasti politici all'indomani del 1848 Feltrinelli

1959
- Giuliano Palladino, Pace a El Alamein Torino, Einaudi (lauréat)
- Agostino Paravicini Bagliani, Il corpo del Papa Einaudi (prix spécial)

1960
- Furio Monicelli, Il gesuita perfetto, Longanesi

1961
- Giorgio Voghera, Il Segreto [di] Anonimo triestino, Einaudi

1962
- Fulvio Papi, Il pensiero di Antonio Banfi, Parenti

1963
- Laura Conti, Cecilia e le streghe, Einaudi

1964
- Sergio Landucci, Cultura e ideologia in Francesco De Sanctis, Feltrinelli

1965
- Luigi Fabbri, I comunisti e la religione, AVE

1966
- Piergiorgio Bellocchio, I piacevoli servi, Mondadori

1967
- Aldo Tagliaferri, Beckett e l'iperdeterminazione letteraria, Feltrinelli (mention)
- Mario Perniola, Il metaromanzo, Silva (mention)
- Guido Davide Neri, Prassi e conoscenza, Feltrinelli (mention)

1968
- Mario Spinella, Sorella H, libera nos, Mondadori (lauréat pour un récit)
- Sergio Moravia, Il tramonto dell'illuminismo. Filosofia e politica nella società francese (1770-1810), Laterza (lauréat pour un essai ex aequo)
- Giorgio Doria, Uomini e terre di un borgo collinare dal XVI al XVIII secolo, Giuffré (lauréat pour un essai ex aequo)

1972
- Raniero La Valle, Dalla parte di Abele, Mondadori (lauréat ex aequo)
- Nicola Badaloni (it), Pour le communisme : questions de théorie ( Per il comunismo), Einaudi (lauréat ex aequo)

1973
- Alessandro Galante Garrone, I radicali in Italia (1849-1925), Garzanti (lauréat pour un essai)
- Stefano Agosti (it), Il testo poetico, Rizzoli (deuxième prix pour un essai)

1974-1975
- Eugenio Garin, Intellettuali italiani del XX secolo, Editori Riuniti (lauréat)
- Gian Paolo Meucci, I figli non sono nostri, Vallecchi (prix spécial)

1975
- Neri Pozza, Commedia familiare, Mondadori (lauréat pour un récit)
- Niccolò Gallo, Scritti letterari di Niccolò Gallo, édité par Ottavio Cecchi, Cesare Garboli et Gian Carlo Roscioni, Il Polifilo (lauréat pour un essai)

1976-1977
- Tiziano Terzani, Giai Phong! La liberazione di Saigon Feltrinelli (lauréat pour un essai)
- Romano Bilenchi, Amici. Vittorini, Rosai e altri incontri, Einaudi (lauréat pour un récit)

1977-1978
- Alberto Ponsi, Partito unico e democrazia in URSS. La Costituzione del '36, Laterza (lauréat pour un essai)
- Giovanni Ramella Bagneri, Muro della notte, Guanda (lauréat en poésie)
- Nuto Revelli, Il mondo dei vinti, Einaudi (lauréat pour un récit)

1979-1980
- Paolo Rossi Monti, I segni del tempo. Storia della terra e storia delle nazioni da Hooke a Vico, Feltrinelli (lauréat pour un essai)
- Alfonso Berardinelli, Lezione all'aperto, Mondadori (lauréat en poésie)
- Vittorio Sermonti, Il tempo tra cane e lupo, Bompiani (lauréat pour un récit)

1981
- Francesca Sanvitale, Madre e figlia, Einaudi (lauréat pour un récit)
- Amelia Rosselli, Primi scritti 1952-1963, Guanda (lauréat en poésie)
- Emilio Franzina, Merica! Merica!, Feltrinelli (lauréat pour un essai)

1982
- Giovanni Godoli, Il sole. Storia di una stella, Einaudi (lauréat pour un essai)
- Antonio Tabucchi, Il gioco del rovescio, Il Saggiatore (lauréat pour un récit)
- Tiziano Rossi, Quasi una costellazione, Società della Poesia (lauréat en poésie)

1983
- Giuliano Pinto, La Toscana nel tardo medioevo. Ambiente, economia rurale, società, Sansoni (lauréat ex aequo)
- Gian Piero Brunetta, Storia del cinema italiano dal 1945 agli anni Ottanta, Editori Riuniti (lauréat ex aequo)

1984
- Maria Luisa Belleli, La festa prevedibile Vallecchi (lauréat en poésie)
- Stefano Terra, Un viaggio una vita, Bompiani (lauréat pour un récit)

1985
- Norberto Bobbio, Maestri e compagni. Piero Calamandrei, Aldo Capitini, Eugenio Colorni, Leone Ginzburg, Antonio Giurolo, Rodolfo Mondolfo, Augusto Monti, Gaetano Salvemini, Passigli (lauréat)
- Ilario Rosati, Lo sfratto dei Bugno, Edizioni del Grifo (prix spécial)
- Massimo Mori, La ragione delle armi. Guerra e conflitto nella filosofia classica tedesca, 1770-1830, Il Saggiatore (prix spécial)

1986
- Reginaldo Cianferoni, Veglie a Porcignano: contadini, nobili e preti chiantigiani tra conservazione e mutamento, Bi e Gi Editori (lauréat pour un récit)
- Ivo Guasti, Franco Manescalchi, Lumina. Memorie, massime e canti popolari del mondo contadino toscano, Vallecchi (prix spécial)
- Cosimo Ortesta, La nera costanza, Acquario (lauréat en poésie)

1987
- Carlo Ginzburg, Miti emblemi spie. Morfologia e storia, Einaudi (lauréat ex aequo)
- Michele Ciliberto, La ruota del tempo. Interpretazione di Giordano Bruno, Editori riuniti (lauréat ex aequo)
- Alfio Dini, La notte dell'odio, Nuova Fortezza (mention)

1988
- Cristina Annino, Madrid, Corpo 10 (lauréat per la poesia ex aequo)
- Franca Grisoni, El so che té se te, Pananti (lauréat per la poesia ex aequo)
- Francesco Burdin, Manes. Sette variazioni su un tema universale, Vallecchi (lauréat pour un récit)

1989
- Pier Vincenzo Mengaldo, La tradizione del Novecento. Nuova serie, Vallecchi (lauréat ex aequo)
- Remo Bodei, Scomposizioni. Forme dell'individuo moderno, Einaudi (lauréat ex aequo)

1990
- Enrico Morovich, Il baratro, Einaudi (lauréat pour un récit)
- Giovanni Raboni, Versi guerrieri e amorosi, Einaudi (lauréat en poésie)

1991
- Corrado Stajano (it), Un eroe borghese, Einaudi (lauréat ex aequo)
- Edoarda Masi (it), Cento trame di capolavori della letteratura cinese, Rizzoli (lauréat ex aequo)

1992
- Giorgio Pressburger, La coscienza sensibile, Rizzoli (lauréat)
- Maria Immacolata Macioti, Enrico Pugliese, Gli immigrati in Italia, Laterza (prix spécial)

1993
- Francesco Orlando, Gli oggetti desueti nell'immagine della letteratura, Einaudi (lauréat)
- Pino Corrias, Vita agra di un anarchico. Luciano Bianciardi a Milano, Baldini e Castoldi (prix spécial)

1994
- Franco Fortini, Composita solvantur, Einaudi[4]

1995
- Stefano Levi Della Torre, Essere fuori luogo. Il dilemma ebraico tra diaspora e ritorno, Donzelli

1996
- Marco Revelli, Le due destre, Bollati Boringhieri

1997
- Giovanni Ricci, Povertà, vergogna, superbia. I declassati fra medioevo e l'età moderna, Il Mulino (lauréat ex aequo)
- Adriana Cavarero, Tu che mi guardi, tu che mi racconti. Filosofia della narrazione, Feltrinelli (lauréat ex aequo)

1998
- Vittorio Foa, Lettere della giovinezza. Dal carcere, 1935-1943, Einaudi (lauréat ex aequo)
- Massimo Firpo, Gli affreschi di Pontormo a San Lorenzo. Eresia, politica e cultura nella Firenze di Cosimo I, Einaudi (lauréat ex aequo)
- Carla Forti, Il caso Pardo Roques. Un eccidio del 1944 tra memoria e oblio, Einaudi (prix spécial)

1999
- Gino Strada, Pappagalli verdi. Cronache di un chirurgo di guerra, Feltrinelli (lauréat ex aequo)
- Luisa Mangoni, Pensare i libri. La casa editrice Einaudi dagli anni Trenta agli anni Sessanta, Bollati Boringhieri (lauréat ex aequo)

### Années 2000
- 2000
  - Paolo Prodi, Una storia della giustizia. Dal pluralismo dei fori al moderno dualismo tra coscienza e diritto, Il Mulino (lauréat)
  - Stefano Allievi, I nuovi musulmani. I convertiti all'Islam, Edizioni Lavoro (prix spécial)
- 2001
  - Leone Ginzburg, Scritti, Einaudi (lauréat)
  - Francesco Tullio Altan, Anni frolli, Einaudi (prix spécial)
  - Alfonso Maurizio Iacono, Autonomia, potere, minorità. Del sospetto, della paura, della meraviglia, del guardare con altri occhi, Feltrinelli (prix spécial)
- 2002
  - Giuseppe Ferraro, Filosofia in carcere. Incontri con i minori di Nisida, Filema Edizioni (lauréat ex aequo)
  - Adriano Sofri, Altri hotel. Il mondo visto da dentro. 1997 - 2002, Mondadori (lauréat ex aequo)
  - Daria Frezza, Il leader, la folla, la democrazia nel discorso pubblico americano 1880 - 1941, Carocci (prix spécial)
  - Carmelo Samonà, Fratelli e tutta l'opera narrativa, Oscar Mondadori (prix spécial)
- 2003
  - Giacomo Marramao, Passaggio a Occidente, Bollati Boringhieri (lauréat ex aequo)
  - Marco Bresadola, Marco Piccolino, Rane, torpedini, scintille, Bollati Boringhieri (lauréat ex aequo)
  - Nuto Revelli, Le due guerre, Einaudi (prix spécial pour l'ensemble de sa carrière)
  - Fosco Maraini, Paropamiso, Mondatori (prix spécial pour l'ensemble de sa carrière)
- 2004
  - Massimo Zaggia, Mantova e la Sicilia nel Cinquecento, Leo S. Olschki (lauréat)
  - Bruno Nascimbene, Diritto degli stranieri, Cedam (prix spécial)
- 2005
  - Chiara Ingrao, Soltanto una vita, Baldini Castaldi Dalai (lauréat ex aequo)
  - Pier Cesare Bori, Incipit. Cinquant'anni cinquanta libri (1953-2003), Marietti (lauréat ex aequo)
- 2006
  - Salvatore Settis, Battaglie senza eroi. I beni culturali tra istituzioni e profitto, Electa (lauréat ex aequo)
  - Rossana Rossanda, La ragazza del secolo scorso, Einaudi (lauréat ex aequo)
- 2007
  - Roberto Saviano, Gomorra. Viaggio nell'impero economico e nel sogno di dominio della camorra, Mondadori (lauréat ex aequo)
  - Paolo Nori, Noi la farem vendetta, Feltrinelli (lauréat ex aequo)
- 2008
  - Valeria Parrella, Lo spazio bianco, Einaudi (lauréat ex aequo)
  - Marco Rovelli, Lavorare uccide, Rizzoli (lauréat ex aequo)
  - Renato Solmi, Autobiografia documentaria. Scritti 1950-2004, Verbarium-Quodlibet (lauréat ex aequo)
- 2009
  - Enrico Deaglio, Patria 1978-2008, Il Saggiatore, Milano 2009
  - Luciano Gallino, Con i soldi degli altri. Il capitalismo per procura contro l'economia, Einaudi, Torino 2009 (prix pour sa carrière)
  - Ruba Salih, Musulmane Rivelate. Donne, islam, modernità, Carocci, Roma 2008 (prix de la première œuvre)
  - Beppino Englaro ed Elena Nave, Eluana. La libertà e la vita, Rizzoli, Milano 2008 (mention)

### Années 2010
- 2010
  - Melania Mazzucco, Jacomo Tintoretto e i suoi figli. Storia di una famiglia veneziana, Rizzoli, Milano 2009
  - Gad Lerner, Scintille. Una storia di anime vagabonde, Einaudi, Torino 2010
- 2011
  - Carlo Donolo, Italia sperduta. La sindrome del declino e le chiavi per uscirne, Donzelli, Roma 2011
  - Gustavo Zagrebelsky, Sulla lingua del tempo presente, Einaudi, Torino 2010
  - Mario Isnenghi, Storia d'Italia. I fatti e le percezioni dal Risorgimento alla società dello spettacolo, Laterza, Roma - Bari 2011
- 2012
  - Cristina Alziati, Come non piangenti, Marcos y Marcos, Milano 2011
  - Stefano Rodotà, Elogio del moralismo, Laterza, Roma-Bari 2011
  - Ornela Vorpsi, Fuorimondo, Einaudi, Torino 2012
- 2013
  - Ermanno Rea, 1960. Io, reporter, Feltrinelli, Milano 2013
  - Luciano Canfora, Spie, URSS, antifascismo: Gramsci 1926-1937, Edizioni Salerno, Roma 2012
- 2014
  - Sabino Cassese, Governare gli italiani, Il Mulino, Bologna 2014
  - Enzo Traverso, La fine della modernità ebraica. Dalla critica al potere, Feltrinelli, Milano 2013
  - Benedetta Tobagi, Una stella incoronata di buio. Storia di una strage impunita, Einaudi, Torino 2013
- 2015
  - Giulio Angioni, Sulla faccia della terra, Feltrinelli/Il Maestrale, Milano, 2015
  - Giovanni De Luna, La resistenza perfetta, Feltrinelli, Milano, 2015
  - Andrea Nicolotti, Sindone. Storia e leggende di una reliquia controversa, Einaudi, Torino, 2015
- 2016
  - Alessandro Leogrande, La frontiera, Feltrinelli, Milano, 2015
  - Simona Vinci, La prima verità, Einaudi, Torino 2016
  - Gianni Celati, Studi di affezione per amici e altri, Quodlibet, Macerata, 2016
- 2017
  - Mario Caciagli, Addio alla provincia rossa, Carocci, Roma, 2017
  - Michele Mari, Leggenda privata, Einaudi, Torino, 2017
  - Michele Cometa, Perché le storie ci aiutano a vivere: la letteratura necessaria, Raffaello Cortina, Milano, 2017
- 2018
  - Donatella Di Cesare, Stranieri residenti. Una filosofia della migrazione, Bollati e Boringhieri, Torino, 2017
  - Giorgio Falco, Ipotesi di una sconfitta, Einaudi, Torino, 2017
  - Rosella Postorino, Le assaggiatrici, Feltrinelli, Milano, 2018.
- 2019
  - Francesco Benigno (it), Terrore e terrorismo, Einaudi, Torino, 2018
  - Claudia Durastanti, La straniera, La Nave di Teseo, Milano, 2019
  - Evelina Santangelo (it), Da un altro mondo, Einaudi, Torino, 2018.

- 2020-2021[5]

- - Fabio Genovesi, Cadrò, sognando di volare, Mondadori, Milano, 2020 (Giuria popolarissima)
  - Stefano Mancuso, La pianta del mondo, Laterza, Bari-Roma, 2020
  - Massimo Bucciantini, Addio Lugano bella, Einaudi, Torino, 2020
  - Marcello Flores, Cattiva memoria, Il Mulino, Bologna, 2020.

- 2022[6]

- - Caterina Bonvicini, Mediterraneo. A bordo delle navi umanitarie, Einaudi, Torino, 2022
  - Chandra Livia Candiani, Questo immenso non sapere. Conversazioni con alberi, animali e il cuore umano, Einaudi, Torino, 2021
  - Valentine Lomellini, Il «lodo Moro». Terrorismo e ragion di Stato 1969-1986, Laterza, Bari-Roma, 2022.

- 2023[7]

- - Silvia Ballestra, La Sibilla: vita di Joyce Lussu, Laterza, Bari-Roma, 2022
  - Maria Grazia Calandrone, Dove non mi hai portata, Einaudi, Torino, 2022
  - Igiaba Scego, Cassandra a Mogadiscio, Bompiani, Milano, 2023.

- 2024[8]

- - Viola Ardone, Grande meraviglia, Einaudi, Torino, 2023
  - Paolo Pecere, Il senso della natura, Sellerio, Palermo, 2024
  - Sergio Zatti, Il narratore postumo, Quodlibet, Macerata, 2024.